# Куп Мађарске у фудбалу 1931/32.
Куп Мађарске у фудбалу 1931/32. (мађ. 1931–1932-es magyar labdarúgókupa) је било 14. издање серије, на којој је екипа ФК Хунгарија тријумфовала по 7. пут. 

## Четвртфинале
| 1. екипа           | Резултат | 2. екипа   |
| ------------------ | -------- | ---------- |
| ФК Ференцварош     | 4 : 3    | ФК Бочкаји |
| ФК Трећи округ ТВЕ | 1 : 0    | ФК Немзет  |
| ФК Хунгарија       | 8 : 0    | ФК Турул   |
| ФК Татабања        | 2 : 1    | ФК Ујпешт  |

## Полуфинале
| 1. екипа       | Резултат | 2. екипа           |
| -------------- | -------- | ------------------ |
| ФК Ференцварош | 4 : 1    | ФК Трећи округ ТВЕ |
| ФК Хунгарија   | 4 : 2    | ФК Татабања        |

## Утакмица за треће место
| 1. екипа           | Резултат | 2. екипа    |
| ------------------ | -------- | ----------- |
| ФК Трећи округ ТВЕ | 3 : 1    | ФК Татабања |

## Финале
| ФК Хунгарија   | 1 : 1 | ФК Ференцварош   |
| -------------- | ----- | ---------------- |
| 89’ Пал Титкош |       | 78’ Вилмош Кохут |

## Разигравање
| ФК Хунгарија                                           | 4 : 3 | ФК Ференцварош                                      |
| ------------------------------------------------------ | ----- | --------------------------------------------------- |
| 27’ Геза Сабо · 31’ 82’ Пал Титкош · 32’ Јулиу Баратки |       | 7’ Геза Толди · 15’ Јожеф Тураји · 75’ Михај Танкош |